# ۴۹۹ (خورشیدی)
۴۹۹ چهارصد و نود و نهمین سال هجری خورشیدی است.